# 塩田信之 (著作家)
塩田 信之（しおだ のぶゆき、1968年3月21日 - ）は、日本の著作家。
1986年、ゲームブック『妖魔館の謎』でデビュー。以後、スタジオ・ハード在籍時とフリーランス期間中を合わせて23冊のゲームブック製作に携わる。同ジャンルの衰退後は、ゲーム攻略本、ゲームシナリオ等を手掛けている。
2022年12月に昏睡状態に陥り、3か月半ほど入院。以後、SNSの更新は行っているが、基本的には療養中の身である。

## 作品リスト
※は他の作家との共著。

### ゲームブック
双葉文庫ゲームブック（双葉社）
- ガバリン（1986年）※
- ルパン三世ゲームブック 暗黒のピラミッド（1986年）※
- ルパン三世 謀略の九龍コネクション（1987年）
- ルパン三世ゲームブック 九龍クライシス（1988年）

双葉文庫ファミコン冒険ゲームブック（双葉社）
- 謎の村雨城 不思議時代の旅（1986年）※
- メトロイド ゼーベス侵入指令（1987年）
- 高橋名人の冒険島 ティナを救い出せ!（1987年）
- 月風魔伝 魔暦元年の戦い（1987年）※ 企画・構成のみ担当
- ファンタジーゾーン 異星からの侵略者（1987年）
- 高橋名人のBugってハニー ゲーム世界危機一髪（1987年）
- トキメキハイスクール 恋の学園祭大作戦（1988年）※
- ウィザードリィ 魔術師ワードナの野望（1988年）
- イース 戦慄の魔塔（1988年）※
- ウィザードリィII ル・ケブレスの魔窟（1989年）

双葉文庫冒険ゲームブック（双葉社）
- 終末の惑星 遙かなる西の帝国（1988年）
- 霊幻道士 キョンシー大戦争（1988年）※
- スペース・ハリアー ホワイトドラゴンの勇者（1988年）
- ファンタジーゾーン2 異星への旅立ち（1989年）

アドベンチャーヒーローブックス（勁文社）
- 宇宙刑事シャイダー 挑戦者時空を越えて（1987年）
- カリーンの剣外伝 魔道士伝説（1987年）

その他のゲームブック
- 妖魔館の謎（光文社文庫ゲームブック（光文社）、1986年）※
- コナミワイワイワールド コナミスペシャル（コナミゲームブック（コナミ出版）、1988年）
- 機動戦士ガンダム Gの影忍 太陽系の秘宝（バンダイ文庫ゲームブックシリーズ（バンダイ）、1989年）

### ゲームブック以外の作品
- ルパン三世 戦場は、フリーウェイ（双葉文庫アクション・ノベル・シリーズ（双葉文庫）、1987年）※
- ファイアーエムブレム 紋章の謎のすべて（JICC出版局、1994年）
- ウェーブレース64タイムアタックエキスパート（じゅげむBOOKS（メディアファクトリー）、1996年）
- 街 スペシャルガイド サウンドノベルシナリオ入門（じゅげむBOOKS（リクルート/メディアファクトリー）、1998年、1999年）

### ゲーム

#### 逢巳則之名義
- モンスターキングダム・ジュエルサモナー - シナリオ[4]。